# Ковачевич, Живорад
Живорад Ковачевич (серб. Живорад Ковачевић; 30 мая 1930 — 23 марта 2011) — югославскиий и сербский дипломат, политик, активист НПО, академик и писатель.

## Биография

### Ранняя жизнь и образование
Живорад Ковачевич родился в Ягодине, Королевство Югославия (современная Сербия). Его отец Илия, провел Вторую мировую войну в плену в Маутхаузене. Матерь — Даринка. Его старший брат Радован был убит немцами в Ягодине в 1941 году; у него осталась старшая сестра Стоянка.
Живорад Ковачевич получил образование в 6-й мужской гимназии Белграда, а затем в Дипломатической академии журналистов (Viša Novinarsko-Diplomatska Škola), которую окончил в 1952 году. Он получил степень магистра политических наук в Калифорнийском университете в Беркли в 1961 году и специализировался на международных отношениях в Гарвардском университете в 1963 году.

### Политическая карьера
Ковачевич работал главным редактором журнала Komuna (1954 — 1962), директором Института государственного управления (1962–1964), заместителем секретаря Исполнительного совета Сербии (1964 — 1967) и генеральным секретарем Постоянной конференции городов и муниципалитетов (1967 — 1973 годы).
Он занимал пост заместителя мэра, а затем мэра Белграда в течение восьми лет, с 1974 по 1982 год. За время его пребывания в должности был построен Sava Centar как раз вовремя, чтобы принять Конференцию по безопасности и сотрудничеству в Европе, а также отель InterContinental для встречи Международного валютного фонда и Всемирного банка. В этот период было реализовано множество других проектов, в первую очередь, Ada Ciganlija и Klinički Centar Srbije (Сербский клинический центр). Ковачевич гордился тем фактом, что ежегодно в течение его пребывания при власте в столице строилось от 10 000 до 12 000 квартир. На более символическом уровне, будучи мэром, он установил памятник Карагеоргию (лидеру первого сербского восстания против турок) на большой лужайке перед Национальной библиотекой Сербии.
С 1982 по 1986 год Ковачевич был министром в правительстве Милки Планинц, премьер-министра Югославии, которая пыталась провести экономическую реформу после долгих лет застоя. Работая в федеральном правительстве, он был членом Федерального исполнительного совета, а также президентом Комиссии по иностранным делам, что открыло путь к более международной карьере.
Ковачевич был назначен послом Югославии в США в 1987 году, но был отозван в 1989 году после неодобрения политики Слободана Милошевича, которую он открыто критиковал в Вашингтоне. Он был отмечен как один из немногих граждан Белграда, которые встречались с шестью президентами США, Джоном Ф. Кеннеди, Ричардом Никсоном, Джеральдом Фордом, Джимми Картером, Рональдом Рейганом и Джорджем Бушем, а также с пятью государственными секретарями Генри Киссинджером, Сайрусом Вэнсом, Джорджем П. Шульцем, Джеймсом Бейкером и Лоуренсом Иглбергером. Его болшой личный вклад, как посла в США, состоял в отправке активов Николы Теслы из США в Белград и был широко признан.

### Деятельность в НПО
После отзыва с поста посла в США в 1989 году Ковачевич ушел из министерства иностранных дел и провел остаток своей жизни в качестве видного активиста НПО и сторонника интеграции Сербии в Европейский Союз. Он был президентом Форума по международным отношениям, а в 1994 году он присоединился к Европейскому движению в Сербии, президентом которого он должен был стать в 1999 году. Он занимал эту должность до конца своей жизни.
Судя по его личным данным, Ковачевичу предложили пост министра иностранных дел в правительстве Милана Панича в 1992 году, но Борисав Йович не позволил ему занять его.
Ковачевич был одним из основателей Инициативы Игмана, объединяющей 140 организаций в так называемом «Дейтонском треугольнике» (Сербия, Черногория, Хорватия и Босния и Герцеговина). Инициатива Игмана запустила проект «мини-Шенген», призванный улучшить отношения на территории бывшей Югославии, сделать их аналогичными тем, которые существуют в Европейском Союзе, прежде всего в плане безвизового режима. Организация была основана после усилий Ковачевича в апреле 1995 года, когда с группой из 38 антивоенных интеллектуалов и активистов из Сербии и Черногории, Ковачевич пересек гору Игман, чтобы присоединиться и поддержать жителей Сараево во время осады. Ковачевич был первым председателем Совета по международным отношениям Министерства иностранных дел Республики Сербия, созданного в 2007 году.

### Академическая деятельность
Параллельно с его работой по построению демократических отношений в Сербии и других странах Ковачевич был плодовитым писателем. Следуя своей давней страсти к языкам и письменному слову, он опубликовал первый словарь идиом (как англо-сербского, так и сербско-английского языков). К ним он добавил одну из своих самых популярных работ «Lažni prijatelji u engleskom jeziku: zamke doslovnog prevođenja» («Ложные друзья в английском языке: ловушки буквального перевода»), а также ряд книг по международным отношениям и переговорам. Он преподавал международные переговоры в Дипломатической академии и Департаменте политических наук в Белграде и Подгорице, читая лекции о внешней политике США и распаде Югославии. Свою последнюю лекцию он прочитал за неделю до смерти.

### Смерть
Ковачевич покончил жизнь самоубийством 23 марта 2011 года в своей квартире во Врачаре, Белград. Он был похоронен на Белградском Новом кладбище 26 марта 2011 года.

## Награды
В 2000 году Ковачевич был награжден Международной премией Элизы и Уолтера А. Хааса, которая «присуждается выпускникам Калифорнийского университета в Беркли, которые являются уроженцами, гражданами и резидентами другой страны, кроме Соединенных Штатов Америки, и которые имеют выдающийся послужной список в своей стране".

## Личная жизнь
Живорад Ковачевич более полувека был женат на Маргите Ковачевич, которая умерла всего за три месяца до него. Она даже участвовала вместе с ним в демонстрациях протеста против фальсификации местных выборов во время правления Слободана Милошевича. «В дождь или в ясную погоду мы ходили туда каждый день в течение 88 дней», — сказал Ковачевич.
Его дочь Елена Ковачевич, опытный американский инженер и ученый, в настоящее время является профессором Уильяма Р. Беркли и деканом инженерной школы Тандон Нью-Йоркского университета.

## Опубликованные книги
- Kovačević, Živorad. Srpsko-engleski rečnik idioma, izraza i izreka. — 1991. — ISBN 86-7363-118-1.
- Kovačević, Živorad. Englesko-srpski frazeološki rečnik. — 1997. — ISBN 86-7363-201-3.
- Milosavljević, Bogoljub. SAD i jugoslovenska kriza. — 2000. — ISBN 86-82297-39-6.
- Kovačević, Živorad. Srpsko-engleski frazeološki rečnik. — 2002. — ISBN 86-7363-322-2.
- Englesko-srpski frazeološki rečnik (drugo izmenjeno i dopunjeno izdanje). — 2002. — ISBN 86-7363-338-9.
- Kovačević, Živorad. Između arogancije i poniznosti: Srbija i svet. — 2004. — ISBN 86-7208-092-0.
- Kovačević, Živorad. Međunarodno pregovaranje. — 2004. — ISBN 86-7363-391-5.
- Kovačević, Živorad. Amerika i raspad Jugoslavije. — 2007. — ISBN 978-86-7363-536-1.
- Kovačević, Živorad. Lažni prijatelji u engleskom jeziku: zamke doslovnog prevođenja. — 2009. — ISBN 978-86-608-1001-6.